# Jyoti Gondek
Prabhjote (Jyoti) Kaur Gondek (de soltera Grewal; Londres, 1969) es una política canadiense que se desempeña como la 37.º y actual alcaldesa de Calgary desde el 25 de octubre de 2021.

## Primeros años
Nacida en Londres, Inglaterra, es hija de padres indios punjabi sij, Jasdev Singh Grewal, un abogado, y Surjit Kaur Grewal. Emigró a Canadá con sus padres a los cuatro años, estableciéndose inicialmente en Manitoba.
Obtuvo una licenciatura en criminología y sociología por la Universidad de Manitoba, donde trabajó como analista de políticas con el gobierno de Manitoba antes de mudarse a Calgary, donde trabajó en ventas y marketing para Credit Union of Central Alberta. Obtuvo una maestría en sociología organizacional durante un período de dos años en Greyhound.
Fundó una consultoría de comunicación y planificación estratégica, Tick Consulting, mientras cursaba un doctorado en sociología urbana por la Universidad de Calgary, donde también enseñó y eventualmente dirigió una iniciativa de estudios inmobiliarios en la Escuela de Negocios Haskayne de la universidad. Fue miembro de la Comisión de Planificación de Calgary de 2012 a 2016. Publicó su tesis en 2014, bajo el título de Presiones de la hibridación: un análisis del nexo urbano-rural; la cual ofreció un estudio de caso del condado de Rocky View, un municipio que comparte características tanto rurales como urbanas. El condado de Rocky View rodea la mayor parte de Calgary, formando el límite norte de la ciudad y la mayor parte de los límites occidental y oriental de la ciudad.

## Carrera
De 2017 a 2021 fue concejal del Distrito 3, que incluye las comunidades de Carrington, Country Hills, Country Hills Village, Coventry Hills, Harvest Hills y Panorama Hills. El distrito 3 se encuentra en la región noroeste de Calgary. Antes de su mandato como concejal de la ciudad, se desempeñó como miembro ciudadano de la comisión de planificación de la ciudad.
En 2021, se informó que en 2013, su consultoría fue contratada por el Instituto de Desarrollo Urbano, un grupo de interés especial para la industria del desarrollo en Calgary, para influir en la opinión pública a favor de la expansión urbana. Esto, junto con el hecho de que las contribuciones de los desarrolladores representaron el 47% de sus donaciones en las elecciones municipales de 2017 (por encima del promedio del 35%), la convirtieron en objeto de controversia.

### Alcaldesa de Calgary

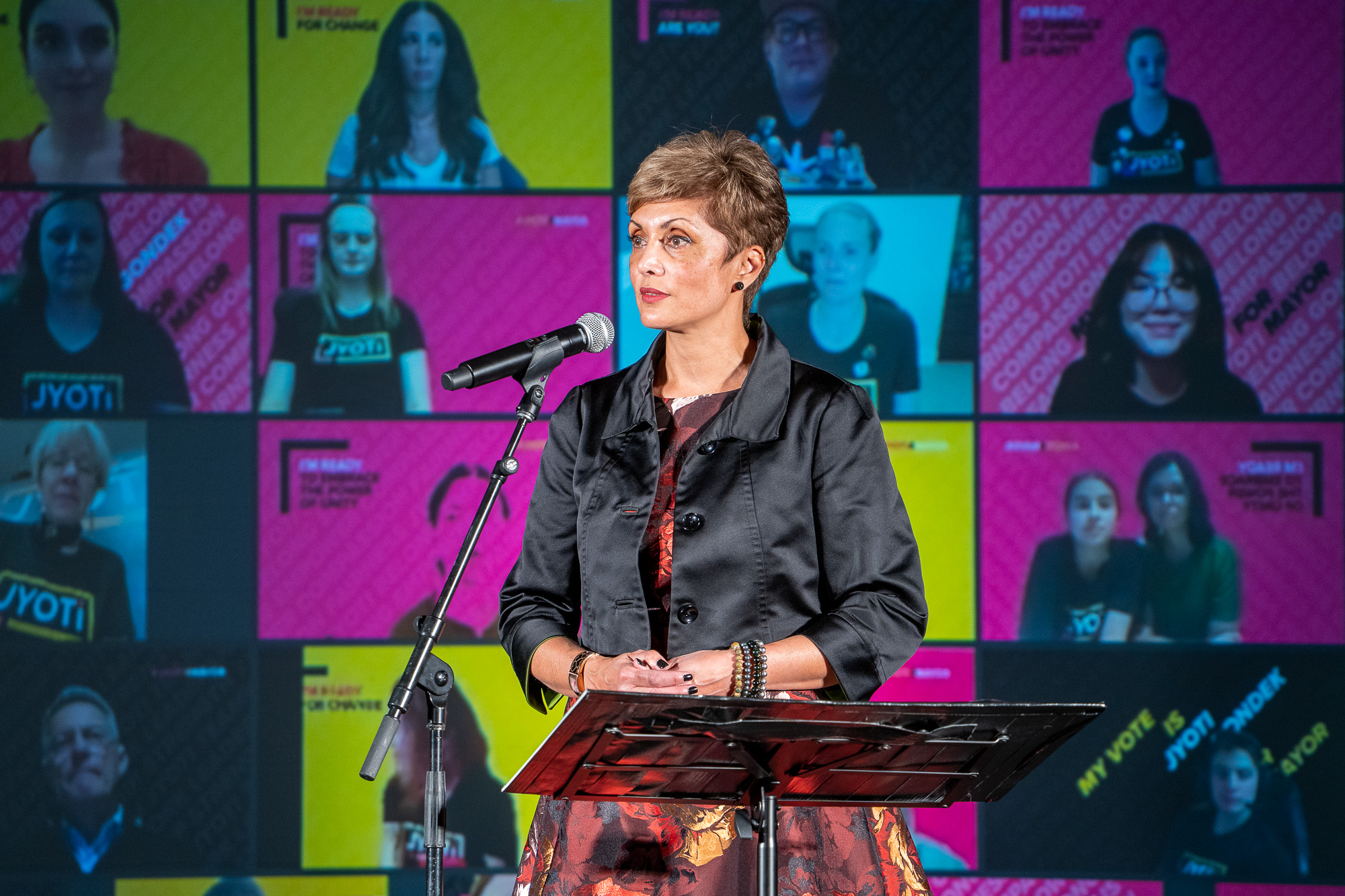
Gondek pronuncia su discurso de victoria tras ser elegida alcaldesa de Calgary.

El 18 de octubre de 2021 fue elegida como la 37.º alcaldesa de Calgary. Prestó juramento junto con el concejo municipal entrante el 25 de octubre de 2021, convirtiéndose en la primera alcaldesa en la historia de la ciudad.
Durante la ceremonia de juramento del nuevo Ayuntamiento, se negó a prestar juramento a Sean Chu, que se vio envuelto en un escándalo tras las acusaciones de conducta indebida con un menor mientras era miembro del Servicio de Policía de Calgary. Ella asistió a una manifestación pidiendo la dimisión de Chu.
El 29 de marzo de 2022, una encuesta realizada por ThinkHQ Public Affairs fijó el su índice de aprobación en un 38%, con un 53% de los encuestados desaprobando y el 9% restante inseguro. El índice de aprobación inusualmente bajo en los primeros meses de su mandato como alcaldesa se ha atribuido al fallido acuerdo con el Centro de Eventos de Calgary, un aumento de impuestos del cuatro por ciento y la pandemia de COVID-19, incluidas las protestas relacionadas en el vecindario Beltline. Ella respondió a la encuesta diciendo que era un "dato en un momento muy específico" y que reflejaba las frustraciones de los residentes con la economía incierta causada por la pandemia.
En 2023, anunció un acuerdo de 1.220 millones de dólares con Calgary Sports and Entertainment Corporation (CSEC) para el nuevo Calgary Event Center. Los términos del acuerdo son que la ciudad pagará $537 millones del costo, la provincia aportará $330 millones y el CSEC aportará $356 millones.

## Controversias
En diciembre de 2023, anunció que no asistiría a la ceremonia anual de encendido de la menorá de Janucá en la ciudad. Inicialmente aceptó la invitación, pero la retiró cuando el evento fue reposicionado como una muestra de apoyo a Israel, una medida que, según ella, politizó la celebración religiosa dada la guerra Israel-Gaza.
Su decisión generó diversas reacciones en Calgary. Algunos miembros del consejo respaldaron su postura contra la politización y otros expresaron su preocupación por la venta de bonos de Israel en el evento. La diputada de Calgary, Pat Kelly, sugirió que la retirada de Gondek podría normalizar el antisemitismo, mientras que la primera ministra de Alberta , Danielle Smith, calificó la decisión de Gondek como un error y confirmó que miembros de su gobierno participarían en el evento. La Fundación Judía de Calgary expresó su decepción por la decisión de Gondek y reafirmó su apoyo a Israel.